# استونگ‌ترنگ
استونگ‌ترنگ شهری در کشور کامبوج است که جزو تقسیمات اداری استون‌گترنگ محسوب می‌شود و جمعیت آن براساس سرشماری سال ۱۹۹۸ میلادی ۲۴٫۴۹۳ نفر بوده که در سال ۲۰۰۵ میلادی به ۳۱٫۳۹۹ نفر افزایش یافته‌است.